# Präsidium des 13. Deutschen Bundestages

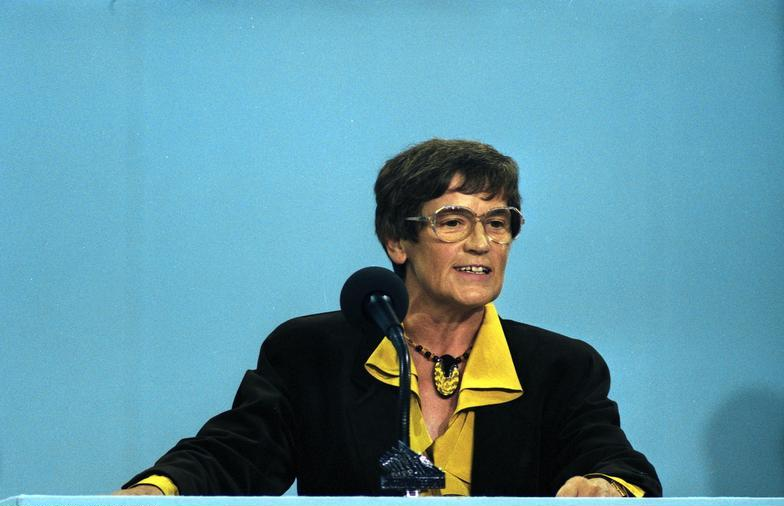
Rita Süssmuth

Das Präsidium des 13. Deutschen Bundestages bestand aus der Bundestagspräsidentin Rita Süssmuth (CDU) sowie den vier Stellvertretern Hans Klein (CSU), Hans-Ulrich Klose (SPD), Antje Vollmer (Bündnis 90/Die Grünen) und Burkhard Hirsch (FDP).

## Wahlen zum Präsidium

### Konstituierende Sitzung am 10. November 1994
| Name                        | Partei                | abgegebene Stimmen | benötigte Mehrheit | Ja  | Nein | Gegenkandidatin  | Partei | Stimmen für Gegenkandidatin | Enthaltungen | ungültige Stimmen |
| --------------------------- | --------------------- | ------------------ | ------------------ | --- | ---- | ---------------- | ------ | --------------------------- | ------------ | ----------------- |
| Rita Süssmuth (Präsidentin) | CDU                   | 669                | 337                | 555 | 81   |                  |        |                             | 32           | 1                 |
| Hans Klein                  | CSU                   | 662                | 337                | 515 | -    | Dagmar Enkelmann | PDS    | 45                          | 76           | 26                |
| Hans-Ulrich Klose           | SPD                   | 661                | 337                | 591 | 50   |                  |        |                             | 20           | 0                 |
| Antje Vollmer               | Bündnis 90/Die Grünen | 669                | 337                | 358 | -    | Anke Fuchs       | SPD    | 279                         | 27           | 5                 |
| Burkhard Hirsch             | FDP                   | 662                | 337                | 394 | -    | Anke Fuchs       | SPD    | 259                         | 8            | 1                 |

### Nachwahl zum Präsidium am 16. Januar 1997
Die Nachwahl wurde erforderlich wegen des Todes von Hans Klein.
| Name            | Partei | abgegebene Stimmen | benötigte Mehrheit | Ja  | Nein | Gegenkandidatin  | Partei | Stimmen für Gegenkandidatin | Enthaltungen | ungültige Stimmen |
| --------------- | ------ | ------------------ | ------------------ | --- | ---- | ---------------- | ------ | --------------------------- | ------------ | ----------------- |
| Michaela Geiger | CSU    | 616                | 337                | 407 | 36   | Dagmar Enkelmann | PDS    | 48                          | 116          | 9                 |